# Felice Accrocca
Felice Accrocca (ur. 2 grudnia 1959 w Cori) – włoski duchowny katolicki, arcybiskup Benewentu od 2016.

## Życiorys
12 lipca 1986 otrzymał święcenia kapłańskie i został inkardynowany do diecezji Latina-Terracina-Sezze-Priverno. Pracował głównie jako duszpasterz kilku parafii w Latinie. Pełnił także funkcje m.in. moderatora kurii, sekretarza diecezjalnego synodu, dyrektora szkoły teologicznej, wikariusza biskupiego ds. duszpasterskich oraz duszpasterza seminarzystów. Wykładał także średniowieczną historię Kościoła na Papieskim Uniwersytecie Gregoriańskim.
18 lutego 2016 został mianowany przez papieża Franciszka arcybiskupem metropolitą Benewentu. Sakry udzielił mu 15 maja 2016 biskup Mariano Crociata.